# Flower (Flowerのアルバム)
『Flower』（フラワー）は、2014年1月22日に発売されたFlowerによる1枚目のオリジナルアルバム。

## 概要
初のオリジナルアルバム。「CD+DVD」と「1CD」の2形態でリリース。「CD+DVD」の初回仕様限定盤は、三方背ケース+豪華フォトブックレット仕様となっている。2形態共通の初回特典として、2013年12月25日発売のシングル「白雪姫」とのW購入特典ハガキが封入されている。
CDには、デビュー曲「Still」から「白雪姫」までのシングル曲11曲と新曲2曲を収録。「let go again feat. VERBAL (m-flo)」は、m-floが2004年に発売した「let go」の続編である。アルバム発売のアナウンスがあった当初は情報が未公開だったが、2014年1月8日に解禁された。
DVDには、それまで発表されたMusic Video全7タイトルに加え、デビュー前からのメンバーに密着したドキュメントやインタビュー、武者修行ファイナルのライブ映像を収録している。
初動約6.2万枚を売り上げ、2014年2月3日付のオリコン週間アルバムランキングで初登場3位を記録。また、発売からわずか3日で出荷枚数が10万枚を突破。これを記念して"大ヒット御礼ミニライブイベント"も開催された。

## 収録曲

### DISC 1/CD
1. Still (4:06)
作詞：松尾潔 / 作曲：川口大輔 / 編曲：中野雄太
  - 1stシングル表題曲
2. forget-me-not 〜ワスレナグサ〜 (4:49)
作詞：川村結花 / 作曲：三橋隆幸 / 編曲：Jin Nakamura
  - 3rdシングル表題曲
  - MBS・TBS系テレビアニメ『機動戦士ガンダムAGE』第四部・三世代編（第40話 - 第49話）エンディングテーマ
3. let go again feat. VERBAL(m-flo) (6:00)
作詞・作曲：m-flo、YOSHIKA / 編曲：Lucas Valentine(AMBUSH®)
  - ボーカルの鷲尾伶菜とラップ担当m-floのVERBALによるm-floのカバー曲。
  - DVDに収録されなかったが、アルバムリリース後にYouTubeでこの楽曲のMUSIC VIDEOが公開され、後にリリースされたシングル「熱帯魚の涙」の初回限定盤DVDにフルサイズで収録された。

Flower　『let go again feat.VERBAL（m-flo）』 - YouTube
4. 太陽と向日葵 (4:26)
作詞：小竹正人 / 作曲：HIROKI SAGAWA /  編曲：POCHI
  - 5thシングル表題曲
5. Fadeless Love (4:29)
作詞：森田孝太 / 作曲：nojo、工藤勝洋 / 編曲：h-wonder
  - 1stシングルカップリング曲
6. YOUR GRAVITY (2:58)
作詞：中村彼方 / 作曲：JEFF MIYAHARA、STEVE SMITH、ANTHONY ANDERSON / 編曲：STEVE SMITH、ANTHONY ANDERSON
  - 3rdシングルカップリング曲
  - 日本テレビ系『ぐるぐるナインティナイン』エンディングテーマ
7. Boyfriend (Moonlight Version) (4:37)
作詞：松尾潔 / 作曲：JUNE / 編曲 / 川口大輔
  - 5thシングルカップリング曲
8. To Be Free!! (5:10)
作詞：松尾潔 / 作曲：豊島吉宏 / 編曲：Maestro-T
  - 新録曲
9. 恋人がサンタクロース(4:50)
作詞・作曲：松任谷由実 / 編曲：Maestro-T
  - 4thシングル表題曲
10. 白雪姫 (4:29)
作詞：小竹正人 / 作曲：HIROKI SAGAWA / 編曲：Soundbreakers
  - 6thシングル表題曲
11. SAKURAリグレット (5:07)
作詞：松尾潔 / 作曲・編曲：中野雄太
  - 2ndシングル表題曲
  - TBS系『ひるおび!』エンディングテーマ
12. 初恋 (3:39)
作詞:NARUMI YAMAMOTO / 作曲:CHRIS MEYER、TAKUMI TSUKADA、GRACE / 編曲:POCHI
  - E-girls6thシングル「ごめんなさいのKissing You」カップリング曲
13. CALL (5:31)
作詞：中野雄太、H.U.B. / 作曲・編曲：中野雄太
  - 3rdシングルカップリング曲

### DISC 2/DVD
1. Still MUSIC VIDEO
2. SAKURAリグレット MUSIC VIDEO
3. forget-me-not 〜ワスレナグサ〜 MUSIC VIDEO
4. 恋人がサンタクロース MUSIC VIDEO
5. 太陽と向日葵 MUSIC VIDEO
6. 白雪姫 MUSIC VIDEO
7. 初恋 MUSIC VIDEO
8. Flower Documentary
9. 武者修行Final Live 2013（2013.8.11 新木場・STUDIO COAST）
  1. DANCE TRACK（Happiness/Flower）
  2. Boyfriend（Happiness/Flower）
  3. Wish〜Kiss Me〜フレンズ ※メドレー（Happiness）
  4. We Can Fly（Happiness）
  5. Still〜SAKURA リグレット〜forget-me-not 〜ワスレナグサ〜 ※メドレー（Flower）
  6. MC（Flower）
  7. what i want...（Flower）
  8. 永遠（Happiness）
  9. CALL（Flower）
  10. Sunshine Dream〜一度きりの夏〜（Happiness）
  11. 太陽と向日葵（Flower）
  12. Love,Dream&Happiness（Happiness/Flower）